# Rima Ananbeh
Rima Ananbeh (3 de mayo de 1991) es una deportista jordana que compitió en taekwondo. Ganó dos medallas en el Campeonato Asiático de Taekwondo en los años 2012 y 2014.

## Palmarés internacional
| Campeonato Asiático | Campeonato Asiático          | Campeonato Asiático | Campeonato Asiático |
| Año                 | Lugar                        | Medalla             | Categoría           |
| ------------------- | ---------------------------- | ------------------- | ------------------- |
| 2012                | Ciudad Ho Chi Minh (Vietnam) | Medalla de plata    | –73 kg              |
| 2014                | Taskent (Uzbekistán)         | Medalla de bronce   | –73 kg              |